# Brice Hortefeux

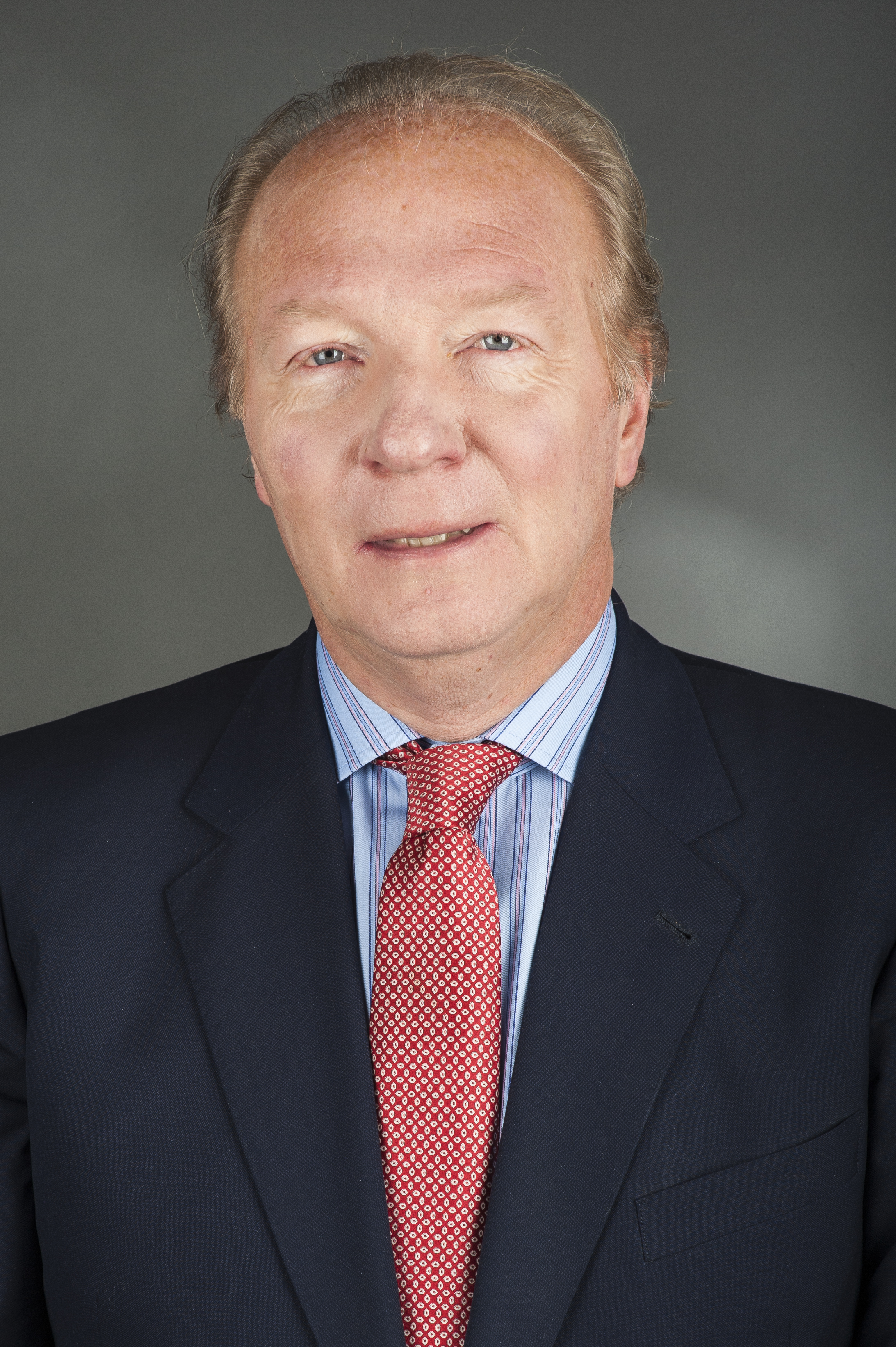
Brice Hortefeux

Brice Hortefeux (n. 11 mai 1958, Neuilly-sur-Seine) este un om politic francez, membru al Parlamentului European în perioada 1999-2004 din partea Franței. Este unul dintre cei mai apropiați colaboratori ai președintelui Franței Nicolas Sarkozy. 
1. 1 2  French National Directory of Representatives, 9 April 2019[*] Verificați valoarea |titlelink= (ajutor)
2. ↑  Brice Hortefeux, GeneaStar
3. ↑  Brice Hortefeux, Munzinger Personen, accesat în 9 octombrie 2017
4. ↑  Brice Hortefeux, Roglo
5. ↑   https://gw.geneanet.org/wikifrat?lang=fr&n=dazzan&oc=0&p=valerie Lipsește sau este vid: |title= (ajutor)
6. ↑  Autoritatea BnF, accesat în 10 octombrie 2015
7. 1 2 3  Deputații în Parlamentul European